# Исаев, Андрей Владимирович
Андрей Владимирович Исаев (род. 3 мая 1980, Алма-Ата) — казахстанский футболист.

## Клубная карьера
Начал профессиональную карьеру в 1999 году в «Кайрате». В следующим сезоне перешёл в талдыкорганский «Жетысу». После перешёл в актауский «Каспий». В 2002 году вернулся обратно в «Кайрат».
Последние два сезона в своей карьере провёл в ФК «Алма-Ата».

## Карьера в сборной
Исаев играл в составе молодёжной сборной Казахстана, сыгравшей единственный раз в финальной части чемпионата мира.

## Достижения
«Кайрат»
- Бронзовый призёр чемпионата Казахстана: 1999

## Личная жизнь
По состоянию на 2014 год жил в Алматы, занимался мебельным бизнесом.